# Arquivos Secretos do Homem-Aranha
Arquivos Secretos do Homem-Aranha (Untold Tales of Spider-Man, no original) é uma série de história em quadrinhos estrelada pelo Homem-Aranha, publicado pela Marvel Comics em 26 edições (#1-25, e uma #-1 entre as edições #22 e #23) de setembro de 1995 a setembro de 1997.
A revista era parte de um experimento da Marvel, onde ela publicou uma série de novos títulos por apenas 99 centavos, enquanto os quadrinhos de preço padrão de 1,50/1,95 dólares, esperando atrair novos leitores jovens. Caso único entre esses títulos, as histórias de Arquivos Secretos eram retcons; eles apresentaram novas histórias sobre o começo da carreira de super-herói do Homem-Aranha.
A série foi escrita por Kurt Busiek e desenhada por Pat Ollife, apesar de Roger Stern, Tom DeFalco e Ron Frenz, entre outros criadores, também contribuírem.